# Ordre des Dédaliens
L'ordre des Dédaliens est un ordre fraternel et professionnel de pilotes militaires américains. L'homonyme de l'ordre est Dédale qui, selon la mythologie grecque, a été la première personne à réaliser un vol sur un aéronef.

## Histoire
L'idée d'une organisation fraternelle pour les aviateurs de la Première Guerre mondiale a été exprimée pour la première fois par le général de brigade Billy Mitchell. Son objectif déclaré était de « ... perpétuer l'esprit de patriotisme, l'amour du pays, les souvenirs, tristes et agréables, de notre service pendant cette période (Première Guerre mondiale) et de cimenter davantage les liens de camaraderie qui nous unissaient en cette heure critique où notre nation était dans le besoin.... ». Le lieutenant Harold George était dans le public pour entendre le général Mitchell parler, et a aidé à organiser officiellement l'Ordre des Dédaliens treize ans plus tard, le 26 mars 1934, à Maxwell Field en Alabama. Le siège de l'Ordre a été transféré à la base aérienne de Kelly, au Texas, en 1954. Le siège national actuel se trouve à la base commune de San Antonio (anciennement Randolph AFB), au Texas également.